# ميزباخ
ميزباخ (بالألمانية: Miesbach) هي بلدة ألمانية تقع في ألمانيا في ميزباخ. يقدر عدد سكانها بـ 11,149 نسمة .